# Дике кохання
«Дике кохання» — український художній фільм режисера Віллена Новака, знятий на замовлення Міністерства культури України. Фільм став лідером прокату 1994 року у кінотеатрах України. Новак присвятив фільм пам'яті своєї дочки Іванки, яка загинула, коли зйомки фільму були майже завершені.
У 1996 році Юрій Коротков випустив однойменну повість, яка місцями сильно відрізняється від фільму.

## Сюжет
Маша дуже красива дівчина з інтернату. Вона закохується у Максима, хлопця із заможної родини. Після закінчення школи вони хочуть зіграти весілля. Та на Машиному шляху з’являється суперниця, Сьюзен. Сьюзен – американка, котра живе у достатку і любові. Кого ж вибере Максим?

## В ролях
- Ксенія Качаліна — Маша
- Володимир Щегольков — Максим
- Ксенія Боголепова — Сью
- Олександра Фомічова — Галя
- Наталія Сайко — Раїса Миколаївна
- Дмитро Лалєнков — Губан
- Лариса Удовиченко — Мати Максима
- Юрій Євсюков — Батько Максима
- Тетяна Окунєвська — Прабабуся Сью
- Андрій Соколов — Шарипов
- Руслан Коломиец — Тарас Гунько
- Ольга Солодовнікова — Креветка